# Босански рат (књига)
Босански рат је књига српског академика Добрице Ћосића. Књигу је објавио Службени гласник Републике Србије 2012. године.